# NIGHT AND DAY
『NIGHT AND DAY』（ナイトアンドデイ）は、2010年4月4日からFM COCOLOで放送されているラジオ番組。

## 概要
南佳孝がJ-POPにジャズやブラジリアンなどの要素を取り入れ、アーバンな香りを豊富に感じさせるといった番組。

## 放送時間
- 日曜 19:00 - 20:00（2010年4月4日 - 2016年3月27日）
- 金曜 19:00 - 20:00（2016年4月1日 - 9月30日）
- 水曜 21:00 - 22:00（2016年10月5日 - 2025年3月26日）
- 水曜 18:00 - 19:00（2025年4月2日[2] - ）

## 主なコーナー
レディオソロイズム
洋楽邦楽を問わず古い曲から最近の曲、マニアックな曲まで、南が毎週1曲ずつ気ままに弾き語るコーナー。

## アルバム
ラジオな曲たち〜NIGHT AND DAY〜
2016年3月2日発売。当番組とのコラボレーションし、番組コーナー「レディオソロイズム」から企画が誕生したカバーアルバム。